# Tolomeo Macrone
Tolomeo Macrone (in greco antico: Πτολεμαῖος Μάκρων?, Ptolemaĩos Mákron; Alessandria d'Egitto, ... – 163 a.C.) è stato un militare e funzionario egizio, attivo sotto il regno di Tolomeo VI Filometore e poi passato sotto il sovrano seleucide Antioco IV.

## Biografia
Tolomeo era originario di Alessandria e figlio dell'omonimo Tolomeo, figlio di Macrone. Fu nominato nel 180 a.C. governatore militare (στρατηγός, strategós) di Cipro, al posto di Tolomeo di Megalopoli; come il suo predecessore Policrate di Argo, Tolomeo mandò una grande somma di denaro al sovrano quando raggiunse la maggiore età nel 169 a.C. Nel 168 a.C. Tolomeo passò al servizio del seleucide Antioco IV, rivale di Tolomeo VI, e rimase al suo servizio fino al 163 a.C., quando si suicidò per un'accusa di tradimento.